# Paramythia (Grecia)
Paramythia (in greco Παραμυθιά?, Paramythiá; in albanese Ajdonati) è una località della Grecia nella periferia dell'Epiro (unità periferica della Tesprozia) con 7 859 abitanti secondo i dati del censimento 2001.
Dal 2011 in seguito al Programma Callicrate, Paramythia fa parte dal punto di vista amministrativo di un unico comune denominato Souli.

## Geografia
Paramythia è ad un'altitudine di 750 m alle falde della montagna Korila (Κορύλα), tra i fiumi Acheronte e Kalamà.

## Storia
Costruita in epoca antica, intorno nel 1000 a.C., è stata nel tempo attraversata da vari popoli che l'hanno colonizzata (illiri, antichi greci, romani, bizantini, normanni, slavi, turchi). 
Il nome deriverebbe dalla chiesa della Madonna di Paramythia, che nel greco antico in uso nella liturgia significa consolazione (παρηγορήτισσα). Durante il periodo bizantino la città era conosciuta anche come Agios Donatos (Άγιος Δονάτος), riferibile a San Donato di Eurea, patrono della città. Questa è anche la base del toponimo albanese, nel passato utilizzato in ambito turco-ottomano (Vilayet di Giannina) in Ajdhonat/Ajdonat e Aydonat.
La città è sede della metropolia di Paramythia, Filiates, Giromeri e Parga della Chiesa di Grecia.

## Società
È caratterizzata ancora oggi da una popolazione locale (çamët, da Ciamuria, il nome della regione per gli albanofoni) che parla la lingua albanese in ambito domestico, seppure la loro lingua rischia di scomparire per le pressioni ormai decennali della politica nazionale.

## Politica
Il comune è suddiviso nelle seguenti comunità (i nomi dei villaggi tra parentesi):
- Agia Kyriaki
- Ampelia (Ampelia, Agios Panteleimonas, Rapi)
- Chrysavgi
- Elataria
- Grika
- Kallithea (Kallithea, Avaritsa, Vrysopoula)
- Karioti
- Karvounari (Karvounari, Kyra Panagia)
- Krystallopigi (Krystallopigi, Kefalovryso)
- Neochori (Neochori, Agios Georgios, Neraida)
- Pagkrates
- Paramythia (Paramythia, Agios Georgios, Agios Donatos)
- Pente Ekklisies
- Petousi
- Petrovitsa
- Plakoti
- Polydroso
- Prodromi (Prodromi, Dafnoula)
- Psaka (Psaka, Nounesati)
- Saloniki
- Sevasto
- Xirolofos (Xirolofos, Rachouli)
- Zervochori (Zervochori, Asfaka, Kamini)